# Abel Salinas
Abel Salinas Izaguirre (12 de maio de 1930 – 1 de agosto de 2012), foi um político peruano.
Durante o governo de Alan García em 1985, foi Ministro do Interior, em 1987, foi Ministro da Energia e em 1988, foi Ministro das Finanças. Foi ainda secretário geral do Alianza Popular Revolucionaria Americana.